# درهم مغربي
الدرهم المغربي هو العملة الرسمية المعتمدة في المغرب منذ سنة 1959، ويتكون الدرهم المغربي من 100 سنتيم. وتُشرف دار السكة الموجودة في العاصمة الرباط على عملية تزويد بنك المغرب بالأوراق البنكية والقطع المعدنية، والذي يقوم بدوره بتوزيعها على مختلف المصارف المغربية.

## تاريخ
- في 7 أبريل 1906، وعلى إثر حدوث أزمة مالية ونقدية، تم تأسيس البنك المخزني المغربي، وقد أنيطت به مهام إصلاح الأوضاع النقدية في المغرب وإصدار العملة.[4][5]

- في 30 يونيو 1959، تم تأسيس بنك المغرب بصفته معهد الإصدار الوطني، ليحل محل البنك المخزني المغربي.[6]

- في 17 أكتوبر 1959، تم إعتماد الدرهم المغربي كعملة وطنية للمغرب.[7][8]

- في سنة 1974، قام بنك المغرب بإصدار السنتيم، ليحل محل الفرنك، كجزء من الدرهم.
- في 5 مارس 1987، تم تدشين دار السكة من طرف الملك الحسن الثاني، وقد أصبح بنك المغرب يتمتع بخبرة وتجربة واسعتين معترف بهما على الصعيد الدولي في مجال طباعة الأوراق البنكية والقطع النقدية والوثائق المؤمنة. وقد تم تشييد دار السكة على مساحة 20 هكتارا في موقع محاط بأقصى درجات الأمن ويقع بالقرب من مطار الرباط-سلا الدولي، وتتولى مصالح الأمن التابعة لبنك المغرب السلامة الداخلية للموقع، في حين تم إسناد مهمة الأمن الخارجي لمصالح الدرك الملكي. كما تم تزويد كافة بنايات دار السكة بآليات للمراقبة الإلكترونية، وذلك بغية توفير المراقبة الشاملة للموقع ليلا ونهارا.[9][10]

- في 19 يونيو 2002، تم تدشين متحف بنك المغرب من طرف الملك محمد السادس، ويضم هذا المتحف مجموعة نادرة من القطع النقدية والأوراق البنكية.[11][12]

## نظام الصرف الجديد
قررت وزارة الاقتصاد والمالية وإصلاح الإدارة، بعد التشاور مع بنك المغرب، إعتماد نظام جديد لسعر الصرف ابتداء من يوم الاثنين 15 يناير 2018 يقوم على تحديد سعر صرف الدرهم داخل نطاق تقلب بنسبة ± 2,5٪، عوض نسبة ±0,3٪ حاليا، حول سعر الصرف المحوري المحدد من طرف بنك المغرب على أساس سلة من العملات المكونة من اليورو والدولار الأمريكي بنسب 60٪ و 40٪ على التوالي.
وفي ظل هذا النظام الجديد، سيواصل بنك المغرب تدخلاته لضمان سيولة سوق الصرف. ويتم الشروع في هذا الإصلاح في ظروف ملائمة تتسم بصلابة القطاع المالي الوطني وقوة الأسس الماكرو اقتصادية، لا سيما المستوى الملائم للاحتياطيات من العملة الصعبة واستمرار التحكم في مستوى التضخم. كما سيتم دعم هذا الإصلاح من خلال مواصلة الإصلاحات الهيكلية والقطاعية. ويهدف إصلاح نظام سعر الصرف إلى تقوية مناعة الاقتصاد الوطني في مواجهة الصدمات الخارجية ودعم تنافسيته والمساهمة في الرفع من مستوى النمو. كما سيمكن هذا الإصلاح من مواكبة التحولات الهيكلية التي عرفها الاقتصاد الوطني خلال السنوات الأخيرة، خاصة في ما يتعلق بتنويع مصادر نموه وانفتاحه واندماجه في الاقتصاد العالمي. ويمثل إصلاح نظام سعر الصرف، الذي يكرس الانجازات التي تم تحقيقها على مستوى كل من الإطار الماكرو اقتصادي والإصلاحات الهيكلية والقطاعية، ومسلسل انفتاح اقتصاد المغرب على الخارج، خطوة جديدة في اتجاه تعزيز تموقع اقتصاده في مصاف الدول الصاعدة.
وقد مرت السنة الأولى لتنفيذ هذا الإصلاح في ظروف ملائمة، اتسمت باستيعاب النظام البنكي لفحواه وبالتكيف التدريجي للفاعلين الاقتصادين، وكذا بتعمق سوق الصرف بين البنوك. إضافة إلى ذلك، بقي سعر صرف الدرهم يتغير داخل النطاق المحدد دون تدخل البنك المركزي، مبينا بذلك مدى توافق مستواه مع أساسيات اقتصاد المغرب.

## الأوراق البنكية والقطع النقدية

### القطع النقدية
| سلسلة 1965 | سلسلة 1965 | سلسلة 1965 | سلسلة 1965                                                                  | سلسلة 1965                  | سلسلة 1965 | سلسلة 1965                                                                                             | سلسلة 1965                      |
| القيمة     | وجه القطعة | ظهر القطعة | وجه القطعة                                                                  | ظهر القطعة                  | الوزن      | المكونات                                                                                               | الجوانب                         |
| ---------- | ---------- | ---------- | --------------------------------------------------------------------------- | --------------------------- | ---------- | --- | ------------------------------- |
| درهم واحد  |            |            | شعار المملكة المغربية                                                       | الحسن الثاني                | 6 غرام     | أشابة من النيكل                                                                                        | مخددة                           |
| سلسلة 1974 |            |            |                                                                             |                             |            | |                                 |
| القيمة     | وجه القطعة | ظهر القطعة | وجه القطعة                                                                  | ظهر القطعة                  | الوزن      | المكونات                                                                                               | الجوانب                         |
| 1 سنتيم    |            |            | زخرفتان صغيرتان من الصناعة التقليدية المغربية تحيطان بالرقم 1               | الحسن الثاني                | 0.7 غرام   | أشابة من الألمنيوم                                                                                     | ناعمة                           |
| 5 سنتيمات  |            |            | سمكة وسط شبكة الصيد تحت مقود سفينة                                          | شعار المملكة المغربية       | 2 غرام     | مزيج من: 92% من النحاس و6% من الألمنيوم و2% من النيكل                                                  | ناعمة                           |
| 10 سنتيمات |            |            | زهرتين من عباد الشمس، ومنظر جزئي للشمس                                      | شعار المملكة المغربية       | 3 غرام     | مزيج من: 92% من النحاس و6% من الألمنيوم و2% من النيكل                                                  | مخددة                           |
| 20 سنتيما  |            |            | شعار المملكة المغربية                                                       | الحسن الثاني                | 4 غرام     | مزيج من: 92% من النحاس و6% من الألمنيوم و2% من النيكل                                                  | مخددة                           |
| 50 سنتيما  |            |            | شعار المملكة المغربية                                                       | الحسن الثاني                | 4 غرام     | مزيج من 75% من النحاس و25% من النيكل                                                                   | مخددة                           |
| درهم واحد  |            |            | شعار المملكة المغربية                                                       | الحسن الثاني                | 6 غرام     | مزيج من 75% من النحاس و25% من النيكل                                                                   | مخددة                           |
| سلسلة 1980 |            |            |                                                                             |                             |            | |                                 |
| القيمة     | وجه القطعة | ظهر القطعة | وجه القطعة                                                                  | ظهر القطعة                  | الوزن      | المكونات                                                                                               | الجوانب                         |
| 5 دراهم    |            |            | شعار المملكة المغربية                                                       | الحسن الثاني                | 12 غرام    | مزيج من 75% من النحاس و25% من النيكل                                                                   | مخددة                           |
| سلسلة 1987 |            |            |                                                                             |                             |            | |                                 |
| القيمة     | وجه القطعة | ظهر القطعة | وجه القطعة                                                                  | ظهر القطعة                  | الوزن      | المكونات                                                                                               | الجوانب                         |
| سنتيم واحد |            |            | سمكة التونة                                                                 | شعار المملكة المغربية       | 0.7 غرام   | أشابة من الألمنيوم                                                                                     | ناعمة                           |
| 5 سنتيمات  |            |            | سنبلة قمح                                                                   | شعار المملكة المغربية       | 2 غرام     | مزيج من: 92% من النحاس و6% من الألمنيوم و2% من النيكل                                                  | ناعمة                           |
| 10 سنتيمات |            |            | ذرة                                                                         | شعار المملكة المغربية       | 3 غرام     | مزيج من: 92% من النحاس و6% من الألمنيوم و2% من النيكل                                                  | مخددة                           |
| 20 سنتيما  |            |            | الصناعة التقليدية (مشبك)                                                    | شعار المملكة المغربية       | 4 غرام     | مزيج من: 92% من النحاس و6% من الألمنيوم و2% من النيكل                                                  | مخددة                           |
| نصف درهم   |            |            | شعار المملكة المغربية                                                       | الحسن الثاني                | 4 غرام     | 75% من النحاس و25% من النيكل                                                                           | مخددة                           |
| درهم واحد  |            |            | شعار المملكة المغربية                                                       | الحسن الثاني                | 6 غرام     | 75% من النحاس و25% من النيكل                                                                           | مخددة                           |
| 5 دراهم    |            |            | شعار المملكة المغربية                                                       | الحسن الثاني                | 6.8 غرام   | النواة: مزيج من 92% من النحاس و6% من الألمنيوم و2% من النيكل التاج: 17.5% من النحاس والباقي من الحديد. | مخددة                           |
| سلسلة 1995 |            |            |                                                                             |                             |            | |                                 |
| القيمة     | وجه القطعة | ظهر القطعة | وجه القطعة                                                                  | ظهر القطعة                  | الوزن      | المكونات                                                                                               | الجوانب                         |
| 10 دراهم   |            |            | شعار المملكة المغربية                                                       | الحسن الثاني بالزي التقليدي | 12 غرام    | النواة: 75% من النحاس و25% من النيكل التاج: 92% من النحاس و6% من الألمنيوم و2% من النيكل               | مخددة                           |
| سلسلة 2002 |            |            |                                                                             |                             |            | |                                 |
| القيمة     | وجه القطعة | ظهر القطعة | وجه القطعة                                                                  | ظهر القطعة                  | الوزن      | المكونات                                                                                               | الجوانب                         |
| 5 سنتيمات  |            |            | زهرة الخبيزة                                                                | شعار المملكة المغربية       | 2 غرام     | مزيج من الألمنيوم والبرونز                                                                             | ناعمة                           |
| 10 سنتيمات |            |            | رسم تشكيلي يعبر عن موضوع الرياضة والتضامن فن الزخرفة العربي                 | شعار المملكة المغربية       | 3 غرام     | 89% من النحاس و5% من الألمنيوم و5% من الزنك و1% من القصدير                                             | أخاديد غليظة                    |
| 20 سنتيما  |            |            | رسم تشكيلي يعبر عن السياحة والصناعة التقليدية تاج العمود محاط بأنصاف القباب | شعار المملكة المغربية       | 4 غرام     | 89% من النحاس و5% من الألمنيوم و5% من الزنك و1% من القصدير                                             | أخاديد غليظة                    |
| نصف درهم   |            |            | رسم تشكيلي يعبر عن الاتصالات والتكنولوجيات الجديدة قمر اصطناعي للاتصالات    | شعار المملكة المغربية       | 4 غرام     | 75% من النحاس و25% من النيكل                                                                           | أخاديد رقيقة                    |
| درهم واحد  |            |            | شعار المملكة المغربية                                                       | محمد السادس                 | 6 غرام     | 75% من النحاس و25% من النيكل                                                                           | أخاديد رقيقة                    |
| درهمان     |            |            | شعار المملكة المغربية                                                       | محمد السادس                 | 7 غرام     | 75% من النحاس و25% من النيكل                                                                           | أخاديد رقيقة                    |
| 5 دراهم    |            |            | شعار المملكة المغربية                                                       | محمد السادس                 | 7.5 غرام   | النواة: 70% من النحاس و24,5% من الزنك و5,5% من النيكل التاج: 75% من النحاس و25% من النيكل              | تتابع لأجزاء ناعمة وأخرى منقوشة |
| 10 دراهم   |            |            | شعار المملكة المغربية                                                       | محمد السادس                 | 12 غرام    | النواة: 75% من النحاس و25% من النيكل التاج: 92% من النحاس و6% من الألمنيوم و2% من النيكل               | مخددة                           |
| سلسلة 2011 |            |            |                                                                             |                             |            | |                                 |
| القيمة     | وجه القطعة | ظهر القطعة | وجه القطعة                                                                  | ظهر القطعة                  | الوزن      | المكونات                                                                                               | الجوانب                         |
| 10 سنتيمات |            |            | نحلة وزهرة الزعفران                                                         | شعار المملكة المغربية       | 3 غرام     | فولاذ مكسو بالنحاس                                                                                     | أخاديد غليظة                    |
| 20 سنتيما  |            |            | الكرة الأرضية وزنبق الماء                                                   | شعار المملكة المغربية       | 4 غرام     | فولاذ مكسو بالنحاس                                                                                     | أخاديد غليظة                    |
| نصف درهم   |            |            | السمك والمرجان                                                              | شعار المملكة المغربية       | 4 غرام     | فولاذ مكسو بالنيكل                                                                                     | أخاديد غليظة                    |
| درهم واحد  |            |            | شعار المملكة المغربية                                                       | محمد السادس                 | 6 غرام     | فولاذ مكسو بالنيكل                                                                                     | أخاديد غليظة                    |
| 5 دراهم    |            |            | مسجد الحسن الثاني                                                           | محمد السادس                 | 7.5 غرام   | النواة: 70% من النحاس و24,5% من الزنك و5,5% من النيكل التاج: 75% من النحاس و25% من النيكل              | تتابع لأجزاء ناعمة وأخرى منقوشة |
| 10 دراهم   |            |            | قلعة مڭونة                                                                  | محمد السادس                 | 9 غرام     | التاج: الذهب النرويجي النواة: خليط من النحاس والنيكل                                                   | أخاديد بنجمات منقوشة            |
| سلسلة 2023 |            |            |                                                                             |                             |            | |                                 |
| القيمة     | وجه القطعة | ظهر القطعة | وجه القطعة                                                                  | ظهر القطعة                  | الوزن      | المكونات                                                                                               | الجوانب                         |
| 10 سنتيمات |            |            | الفلاحة                                                                     | شعار المملكة المغربية       | 3 غرام     | | أخاديد                          |
| 20 سنتيما  |            |            | التنمية المستدامة والبيئة                                                   | شعار المملكة المغربية       | 4 غرام     | | أخاديد                          |
| نصف درهم   |            |            | التنوع الثقافي                                                              | شعار المملكة المغربية       | 4 غرام     | | أخاديد                          |
| درهم واحد  |            |            | السيادة الوطنية (شعار المملكة المغربية)                                     | محمد السادس                 | 6 غرام     | | أخاديد                          |
| 5 دراهم    |            |            | تطور الصحراء المغربية (ساحة المشور - خيمة مدخل مدينة العيون)                | محمد السادس                 | 7.5 غرام   | التاج: مزيج من النحاس والنيكل النواة: ذهب نوردي                                                        | أخاديد سميكة ورفيعة             |
| 10 دراهم   |            |            | التطور والبنية التحتية (جسر محمد السادس - قطار البراق)                      | محمد السادس                 | 9 غرام     | التاج: ذهب نوردي النواة: مزيج من النحاس والنيكل                                                        | أخاديد مع نجوم منقوشة           |

### الأوراق البنكية
| أوراق الدرهم النقدية | أوراق الدرهم النقدية | أوراق الدرهم النقدية | أوراق الدرهم النقدية | أوراق الدرهم النقدية | أوراق الدرهم النقدية                                                                                   | أوراق الدرهم النقدية                                                                                    | أوراق الدرهم النقدية |
| سلسلة 1969           | سلسلة 1969           | سلسلة 1969           | سلسلة 1969           | سلسلة 1969           | سلسلة 1969                                                                                             | سلسلة 1969                                                                                              | سلسلة 1969           |
| القيمة               | المقاييس             | وجه الورقة           | ظهر الورقة           | اللون السائد         | الوصف                                                                                                  | الوصف                                                                                                   | الوصف                |
| القيمة               | المقاييس             | وجه الورقة           | ظهر الورقة           | اللون السائد         | وجه الورقة                                                                                             | ظهر الورقة                                                                                              | العلامة المائية      |
| -------------------- | -------------------- | -------------------- | -------------------- | -------------------- | --- | --- | -------------------- |
| 10 دراهم             |                      |                      |                      | بني                  | محمد الخامس صومعة حسان                                                                                 | |                      |
| سلسلة 1970           |                      |                      |                      |                      | | |                      |
| القيمة               | المقاييس             | وجه الورقة           | ظهر الورقة           | اللون السائد         | الوصف                                                                                                  | الوصف                                                                                                   | الوصف                |
| القيمة               | المقاييس             | وجه الورقة           | ظهر الورقة           | اللون السائد         | وجه الورقة                                                                                             | ظهر الورقة                                                                                              | العلامة المائية      |
| 5 دراهم              |                      |                      |                      |                      | الحسن الثاني                                                                                           | معمل شمندر                                                                                              | الحسن الثاني         |
| 10 دراهم             |                      |                      |                      |                      | الحسن الثاني                                                                                           | | الحسن الثاني         |
| 50 درهم              |                      |                      |                      | أخضر                 | الحسن الثاني                                                                                           | سد محمد الخامس                                                                                          | الحسن الثاني         |
| 100 درهم             |                      |                      |                      |                      | الحسن الثاني                                                                                           | معمل للفوسفاط                                                                                           | الحسن الثاني         |
| سلسلة 1987           |                      |                      |                      |                      | | |                      |
| القيمة               | المقاييس             | وجه الورقة           | ظهر الورقة           | اللون السائد         | الوصف                                                                                                  | الوصف                                                                                                   | الوصف                |
| القيمة               | المقاييس             | وجه الورقة           | ظهر الورقة           | اللون السائد         | وجه الورقة                                                                                             | ظهر الورقة                                                                                              | العلامة المائية      |
| 10 دراهم             | 143*70 ملم           |                      |                      | بنفسجي               | الحسن الثاني جامع القرويين بفاس                                                                        | العود المغربي أحد تيجان أعمدة مدرسة العطارين بفاس                                                       | الحسن الثاني         |
| 50 درهم              | 148*70 ملم           |                      |                      | أخضر                 | الحسن الثاني قصبة من الجنوب المغربي                                                                    | مهرجان الفروسية التقليدية                                                                               | الحسن الثاني         |
| 100 درهم             | 153*75 ملم           |                      |                      | بني                  | الحسن الثاني صومعة الكتبية                                                                             | المسيرة الخضراء                                                                                         | الحسن الثاني         |
| 200 درهم             | 158*75 ملم           |                      |                      | أزرق                 | الحسن الثاني ضريح محمد الخامس                                                                          | صدفة وغصن من المرجان وقارب عربي                                                                         | الحسن الثاني         |
| سلسة 1996            |                      |                      |                      |                      | | |                      |
| 20 درهم              | 130*68 ملم           |                      |                      | أسمر محمر            | الحسن الثاني مسجد الحسن الثاني                                                                         | السقاية الجدارية لمسجد الحسن الثاني                                                                     | الحسن الثاني         |
| سلسة 2002            |                      |                      |                      |                      | | |                      |
| 50 درهم              | 147*70 ملم           |                      |                      | أخضر                 | محمد السادس سد محمد الخامس                                                                             | بنايات من الطين (القصور) نجمة خماسية تتحول إلى قطرة ماء، وزهرة عباد الشمس، وسنبلة قمح، وأواني من الفخار | محمد السادس و"50"    |
| 100 درهم             | 150*78 ملم           |                      |                      | بني                  | محمد السادس والحسن الثاني ومحمد الخامس ضريح محمد الخامس                                                | المسيرة الخضراء وخريطة المغرب تحول نجمة خماسية إلى حمامة. مستحثة قوقعة. مشبك تقليدي، ورسم لتلال رملية.  | محمد السادس و"100"   |
| 200 درهم             | 158*78 ملم           |                      |                      | أزرق                 | محمد السادس والحسن الثاني مسجد الحسن الثاني                                                            | منارة العنق بالدار البيضاء نافذة مدرسة العلوم الدينية بمسجد الحسن الثاني تحول نجمة خماسية إلى محارة     | محمد السادس و"200"   |
| سلسة 2005            |                      |                      |                      |                      | | |                      |
| 20 درهم              | 140*70 ملم           |                      |                      | بنفسجي               | محمد السادس باب شالة                                                                                   | قصبة الوداية                                                                                            | محمد السادس و"20"    |
| سلسة 2012            |                      |                      |                      |                      | | |                      |
| القيمة               | المقاييس             | وجه الورقة           | ظهر الورقة           | اللون السائد         | الوصف                                                                                                  | الوصف                                                                                                   | الوصف                |
| القيمة               | المقاييس             | وجه الورقة           | ظهر الورقة           | اللون السائد         | وجه الورقة                                                                                             | ظهر الورقة                                                                                              | العلامة المائية      |
| 20 درهم              | 130*70 ملم           |                      |                      | بنفسجي               | محمد السادس شعار المملكة والتاج الملكي تفصيل هندسي مقتبس من الأبواب المغربية                           | مسجد الحسن الثاني جسر الحسن الثاني الجديد الذي يربط الرباط وسلا                                         | محمد السادس و"20"    |
| 50 درهم              | 130*70 ملم           |                      |                      | أخضر                 | محمد السادس شعار المملكة والتاج الملكي باب السبع بالصويرة                                              | شجرة الأركان والرحى المستعمل لاستخلاص زيت الأركان شلالات أوزود وصقر                                     | محمد السادس و"50"    |
| 100 درهم             | 144*70 ملم           |                      |                      | بني                  | محمد السادس شعار المملكة والتاج الملكي تفصيل هندسي مقتبس من الأبواب المغربية                           | مشهد من موسم طنطان وخيمة مغربية رسم تشكيلي لمحركات هوائية                                               | محمد السادس و"100"   |
| 200 درهم             | 151*70 ملم           |                      |                      | أزرق                 | محمد السادس شعار المملكة والتاج الملكي تفصيل هندسي مقتبس من الأبواب المغربية                           | ميناء طنجة المتوسط منارة كاب سبارتيل                                                                    | محمد السادس و"200"   |
| سلسة 2023            |                      |                      |                      |                      | | |                      |
| القيمة               | المقاييس             | وجه الورقة           | ظهر الورقة           | اللون السائد         | | الوصف                                                                                                   |                      |
| القيمة               | المقاييس             | وجه الورقة           | ظهر الورقة           | اللون السائد         | وجه الورقة                                                                                             | ظهر الورقة                                                                                              | العلامة المائية      |
| 20 درهم              |                      |                      |                      | بنفسجي               | | |                      |
| 50 درهم              |                      |                      |                      | أخضر                 | | |                      |
| 100 درهم             | 144*70 ملم           |                      |                      | بني                  | محمد السادس شعار المملكة زخرفة معمارية مستوحاة من الأبواب المغربية الأقواس المزخرفة لمسجد الحسن الثاني | ساحة المشور بالعيون الطريق السريع تيزنيت العيون موسم طانطان                                             | محمد السادس و"100"   |
| 200 درهم             |                      |                      |                      | أزرق                 | | |                      |

## الأوراق البنكية والقطع النقدية التذكارية
- في سنة 2005، بمناسبة الذكرى الخمسين لإحداثه، أصدر بنك المغرب، ورقة نقدية تذكارية من فئة 50 درهم. ويحمل وجه الورقة النقدية صور الملك محمد السادس، والحسن الثاني ومحمد الخامس التي تظهر أيضا على شريط الأمان وكذا التاج الملكي المطبوع بحبر يتغير لونه حسب زاوية الرؤية. ويحمل ظهر الورقة وسمة تمثل مبنى بنك المغرب بالرباط. ويتخللها شريط أمان بنوافذ، يتغير لونه من الوردي إلى الأخضر. وعلى شريط الأمان، كُتبت «بنك المغرب» باللغة العربية إلى جانب الرقم "50"، ويمكن رؤيتهما عند توجيه الورقة للضوء.[19]
- في سنة 2012، وفي إطار الاحتفال بالذكرى السابعة والخمسين لعيد الاستقلال، طرح بنك المغرب أوراق بنكية تذكارية بقيمة 25 درهم، تزامن إصدارها مع الذكرى الخامسة والعشرين لتأسيس دار السكة. وهكذا، تم طرح أربعة ملايين ومائتي ألف ورقة بنكية (000 200 4) خصصت منها سلسلة محدودة من 000 200 ورقة لهواة جمع الأوراق البنكية. وطُبعت هذه الورقة التذكارية، التي قام مصممو دار السكة بابتكارها وتصنيعها، فوق دعامة ورقية خاصة، مكونة من طبقة من البوليمير تم إدخالها بين طبقتين من الورق. وتعتبر هذه الورقة البنكية التذكارية، أول ورقة تطبع فوق دعامة ورقية خاصة، مكونة من طبقة من البوليمير تم إدخالها بين طبقتين من الورق.[20]

- في سنة 2019، أصدر بنك المغرب ورقة بنكية تذكارية من فئة 20 درهم، تخليدا للذكرى العشرين لتربع الملك محمد السادس على العرش. وقد تمت طباعة هذه الورقة البنكية، التي تولت دار السكة تصميمها وإنتاجها، فوق دعامة بلاستيكية من البوليمير تم استخدامها للمرة الأولى في صناعة ورقة بنكية مغربية. وتتميز هذه الورقة بالتصميم العمودي لوجهها الذي يحمل صورة الملك محمد السادس. أما ظهر الورقة، فيضم رسوما منمقة لبعض المشاريع الكبرى التي تم إنجازها في عهد الملك محمد السادس، على غرار جسر محمد السادس ومحطة الطاقة الشمسية نور3 والقمر الصناعي محمد السادس والقطار فائق السرعة البراق، وهي إنجازات تمثل أوجها مختلفة لمغرب معاصر وملتزم بالمضي قدما على درب التقدم. ولضمان حماية أكبر ضد التزوير، تم تزويد هذه الورقة النقدية الجديدة بمجموعة من الخاصيات التقنية، إذ تم إدراج ما لايقل عن 10 عناصر أمان متينة على الواجهتين، أبرزها النصوص المجهرية والأنماط المضادة للمسح الضوئي التي تم إدراجها في أماكن مختلفة من الورقة. ويستطيع ضعاف البصر التعرف على فئة هذه الورقة بسهولة عن طريق اللمس، وذلك بفضل 20 شريطا موزعا على حواف وجه الورقة باستعمال الطباعة البارزة. وتتسم هذه الورقة بصفتها القانونية وبقوتها الإبرائية، وتم طرحها للتداول مع الأوراق البنكية من فئة 20 درهم الجاري استخدامها.[21][22]

| إصدار 2005 | إصدار 2005 | إصدار 2005 | إصدار 2005 | إصدار 2005   | إصدار 2005                             | إصدار 2005                                                                    | إصدار 2005      | إصدار 2005                                               |
| القيمة     | المقاييس   | وجه الورقة | ظهر الورقة | اللون السائد | الوصف                                  | الوصف                                                                         | الوصف           | مناسبة الإصدار                                           |
| القيمة     | المقاييس   | وجه الورقة | ظهر الورقة | اللون السائد | وجه الورقة                             | ظهر الورقة                                                                    | العلامة المائية | مناسبة الإصدار                                           |
| ---------- | ---------- | ---------- | ---------- | ------------ | -------------------------------------- | ----------------------------------------------------------------------------- | --------------- | -------------------------------------------------------- |
| 50 درهم    |            |            |            |              | محمد السادس والحسن الثاني ومحمد الخامس | مبنى بنك المغرب بالرباط                                                       |                 | بمناسبة الذكرى الخمسين لإحداث بنك المغرب                 |
| إصدار 2012 |            |            |            |              |                                        |                                                                               |                 |                                                          |
| 25 درهم    |            |            |            |              | محمد السادس                            |                                                                               |                 | بمناسبة الذكرى الخامسة والعشرين لتأسيس دار السكة         |
| إصدار 2019 |            |            |            |              |                                        |                                                                               |                 |                                                          |
| 20 درهم    | 130*70 ملم |            |            |              | محمد السادس                            | جسر محمد السادس قطار البراق محطة الطاقة الشمسية نور القمر الصناعي محمد السادس |                 | بمناسبة الذكرى العشرون لتربع الملك محمد السادس على العرش |

## الأوراق البنكية والقطع النقدية المسحوبة من التداول

### الأوراق البنكية المسحوبة من التداول
يخضع سحب الأوراق البنكية والقطع النقدية من التداول لقرار يتم اتخاذه بموجب مرسوم. وهكذا، سُحِبت من التداول مجموعة من سلسلات الأوراق البنكية والقطع النقدية في المغرب. ووفقا لمقتضيات المرسوم رقم 2.97.965 الصادر في 8 يناير 1998 والمرسوم رقم 2.03.547 الصادر في 8 غشت 2003، تم سحب واستبدال الأوراق البنكية والقطع النقدية التالية:
- الأوراق البنكية من فئة 5 و10 دراهم، إصدار 1960، والتي طرحت للتداول بموجب المرسوم 2.60.153 المؤرخ في 28 مارس 1960
- الأوراق البنكية من فئة 50 درهما، إصدار 1965، التي طرحت للتداول بموجب المرسوم الملكي رقم 65-933 الصادر في 15 دجنبر 1965
- الأوراق البنكية من فئة 5 دراهم و 10 دراهم و 50 درهما و 100 درهم، إصدار 1970، التي طرحت للتداول بموجب المرسوم رقم 573-70-2 الصادر في 8 أكتوبر 1970

واستمر تبديل هذه الأوراق البنكية، التي انتهى تداولها القانوني وفقدت قدرتها الإبرائية منذ فاتح أبريل 1998، دون حدود بشبابيك بنك المغرب إلى غاية 31 دجنبر 2011.

### القطع النقدية المسحوبة من التداول
- القطع النقدية المعدنية من فئة درهم واحد فضية، إصدار 1960، التي طرحت للتداول بموجب المرسوم رقم 726-60-2 الصادر في 30 غشت 1960
- القطع النقدية المعدنية من فئة درهم واحد فضية، إصدار 1965، التي طرحت للتداول بموجب المرسوم رقم 114-65-2 الصادر في 30 مارس 1965
- القطع النقدية المعدنية من فئة 5 دراهم، إصدار 1975، التي طرحت للتداول بموجب المرسوم رقم 360-75-2 الصادر في17 يوليوز 1975

### أسماء الكتل النقدية في العامية المغربية
| اسم العملة الرسمي | الإسم العامي              | ملاحضات |
| ----------------- | ------------------------- | ------- |
| 5 سنتيم           | 1 ريال                    |         |
| 10 سنتيم          | زوج د ريال                |         |
| 20 سنتيم          | أربعة د ريال              |         |
| 50 سنتيم          | 10 د ريال                 |         |
| 1 درهم            | درهم أو 20 ريال           |         |
| 2 دراهم           | 2 دراهم أو 40 ريال        |         |
| 5 دراهم           | 100 ريال                  |         |
| 10 دراهم          | 200 ريال                  |         |
| 20 دراهم          | 400 ريال                  |         |
| 50 درهم           | 1000 ريال                 |         |
| 100 درهم          | 2000 ريال                 |         |
| 200 درهم          | 4000 ريال                 |         |
| 1000 درهم         | 20 ألف ريال               |         |
| 5000 درهم         | 100 ألف ريال أو نصف مليون |         |
| 10 ألف درهم       | مليون                     |         |

## وصلات خارجية
- الموقع الرسمي لبنك المغرب